# Élisabeth Charlotte của Orléans
Élisabeth Charlotte của Orléans (13 tháng 9 năm 1676 - 23 tháng 12 năm 1744) là một petite-fille de France (Cháu gái nước Pháp) thuộc Vương tộc Bourbon đang cai trị Vương quốc Pháp, và là Công tước phu nhân xứ Lothringen và Bar sau khi kết hôn với Công tước Leopold. Bà là nhiếp chính cho công quốc của con trai trong nhiều giai đoạn khác nhau từ năm 1729-1744. Trong số những người con của bà có Franz I, Hoàng đế La Mã Thần thánh, thông qua cuộc hôn nhân với Nữ Đại vương công Maria Theresia của Áo, họ đã sáng lập ra Vương tộc Habsburg-Lothringen. 
Bà là con gái út của Công tước Philippe I xứ Orléans, người sáng lập ra Nhà Orléans, một nhánh của Vương tộc Bourbon, có nghĩa là bà gọi vua Louis XIII của Pháp là ông nội, vua Louis XIV là bác ruột và vua Louis XV là anh em họ đời đầu.
Một trong những điều khoản để con trai của bà thành hôn với người thừa kế Quân chủ Habsburg Maria Theresia của Áo chính là trao đổi lãnh thổ của tổ tiên, Công quốc Lothringen để lấy Đại công quốc Toscana, bà và người con trai út Karl xứ Lothringen đã phản đối quyết liệt, dù điều khoản này vô cùng có lợi cho tổ quốc của bà là Vương quốc Pháp, nhưng cuối cùng thì người con trai lớn François đã đồng ý các điều khoản trong hôn nhân sau khi nhận được các lá thư của người vợ tương lai Maria Theresia.